# Confédération Mondiale des Activités Subaquatiques

CMAS-cursusprogramma

De Confédération Mondiale des Activités Subaquatiques, afgekort CMAS, is een wereldwijde confederatie van duiksportfederaties, waarvan onder meer de Nederlandse Onderwatersport Bond (NOB) en de Nederlandstalige Liga voor Onderwateronderzoek en -Sport (NELOS) lid zijn. CMAS werd in Monaco opgericht in januari 1959 bij het ontstaan van de duiksport. Een van de drijvende krachten was onder meer Cdt Jacques-Yves Cousteau.

## Stichtende leden
| België: BEFOS-FEBRAS | Italië: FIPSAS | Spanje: FEDAS                                   |
| Brazilië: CBPDS      | Joegoslavië    | Turkije: TSSF                                   |
| Duitsland: VDST      | Malta: FUAM    | Verenigd Koninkrijk                             |
| Denemarken: DSF      | Monaco         | Verenigde Staten: Underwater Society of America |
| Frankrijk: FFESSM    | Nederland: NOB | Zwitserland: SUSV                               |
| Griekenland          | Portugal       |                                                 |